# Fátima Molina
Fátima Ileana Molina Vargas (nascida em 9 de março de 1986), artisticamente conhecida como Fátima Molina, é uma atriz e cantora mexicana, conhecida por interpretar Lidya Corona na série La Doña (2016–2017) da Telemundo, seguida por sua estreia como protagonista na série Tres Milagros (2018) da Sony Pictures Television. No cinema destacou-se por Eu Sonho em Outra Língua, pelo qual foi indicada ao Prêmio Ariel de Melhor Atriz Coadjuvante.

## Biografia
Nascida em Ensenada, Baja California, México, mas depois se mudou para Guadalajara, Jalisco. Ela começou sua carreira fazendo teatro escolar, estudou Artes Cênicas no Instituto Escena 3 e começou a ter papéis no teatro em peças como Rent e Chicago, mas não foi até 2008, quando participou do reality show La Academia 6: Última geração da Televisión Azteca quando sua carreira começou a decolar.